# Aksaray (tartomány)
Aksaray Törökország egyik anatóliai tartománya. Szomszédos tartományok: Konya nyugaton és délen, Niğde délkeleten, Nevşehir keleten és Kırşehir északon. A tartomány fővárosa Aksaray.

## Körzetei
A tartománynak hét körzete van:
- Ağaçören
- Aksaray
- Eskil
- Gülağaç
- Güzelyurt
- Ortaköy
- Sarıyahşi